# 존 로메로
존 로메로(John Romero, 1967년 10월 28일~)는 초기의 이드 소프트웨어를 이끌었던 브레인 중 한 명으로, 존 카맥과 함께 콤비를 이루었다. SF적인 면을 중시하는 존 카맥과 달리 중세 시대의 고딕 분위기와 흑마법에 관심이 많았던 그는 둠 1과 2, 퀘이크 1의 음침한 분위기를 만들어 내는 데 큰 기여를 했다. 퀘이크 1 이후로 런&건 식 FPS에 계속 집중하는 존 카맥과 의견차가 생긴 그는 독립해 다이카타나라는 단독 주도로 만들어진 FPS 게임을 발표했지만, 이 게임은 버그로 가득 차 있어서 악평을 받았고, 현재는 게임 개발에 참여하지 않고 있다.